# Szélcsendes-szigetek

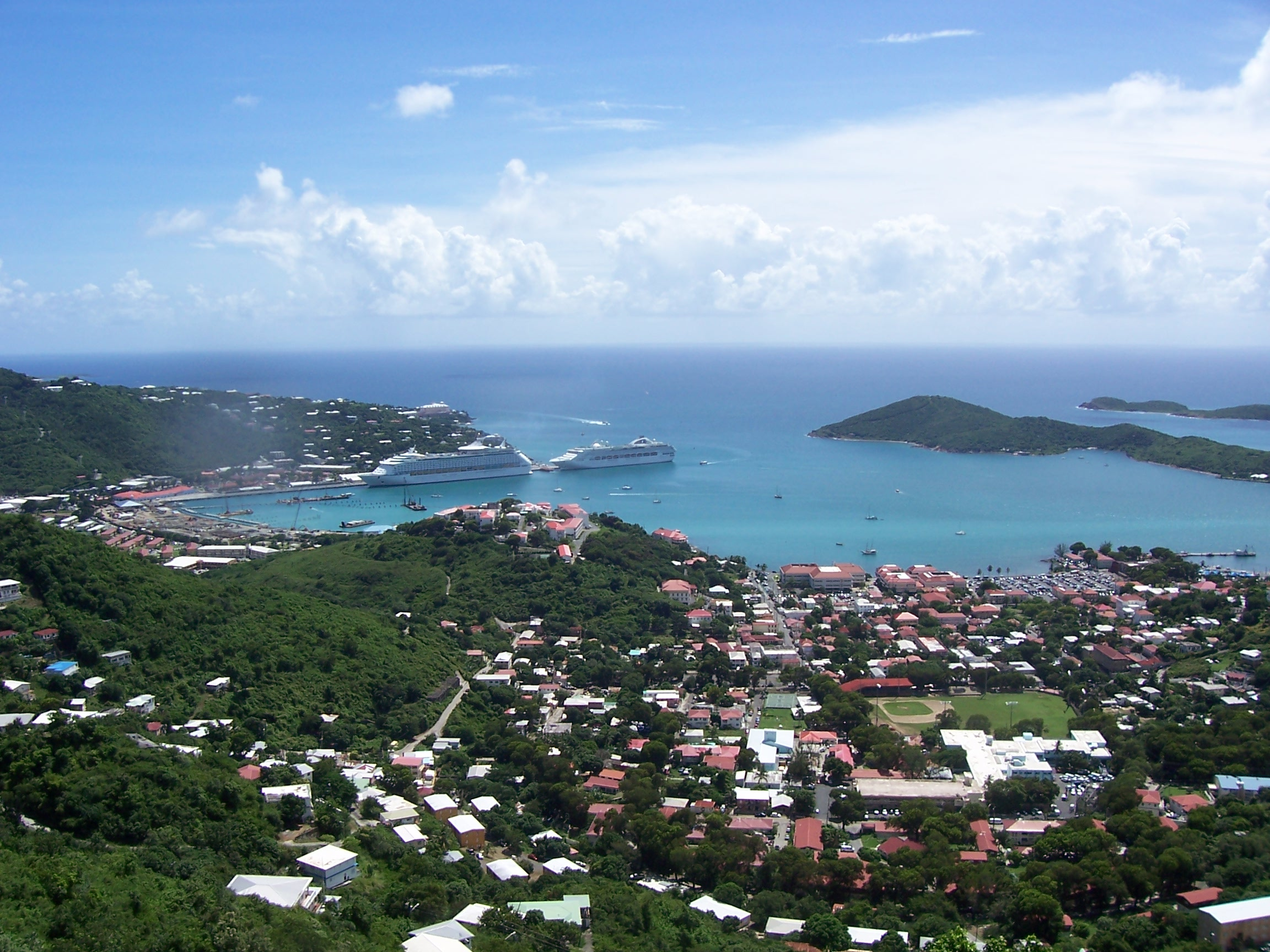
Charlotte Amalie az Amerikai Virgin-szigetek St Thomas szigetén

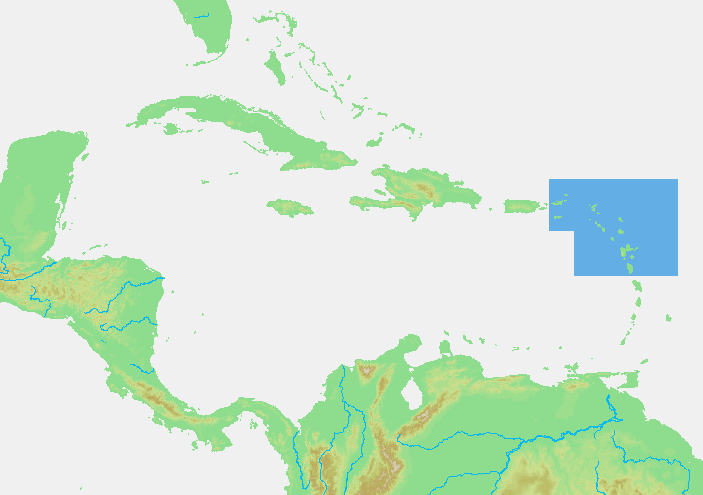
A Szélcsendes-szigetek fekvése Közép-Amerikában

A Szélcsendes-szigetek a Karib-térség egyik szigetcsoportja. A csoportot a Kis-Antillák szigetlánc északi szigetei alkotják. A szigetcsoport Puerto Ricótól keletre kezdődik, majd dél felé húzódik Dominikáig. A szigetcsoport a Karib-tenger északkeleti és az Atlanti-óceán  nyugati találkozásánál fekszik. A Kis-Antillák délebbi szigeteit Szél felőli szigeteknek nevezik.

## A név eredete
A Szélcsendes-szigetek arról a tényről kapták nevüket, hogy az Újvilágba érkező vitorláshajók számára a széltől „távolabb” helyezkedtek el, mint a Szél felőli szigetek, mivel a Karib-térségben az uralkodó passzátszelek kelet-nyugati irányban fújnak. Az Óvilágból az Újvilágba tartó hajókat a leggyorsabb úton vivő transzatlanti áramlatok és szelek nagyjából a Szélcsendes- és a Szél felőli szigetek közé szállították azokat. Az atlanti-óceáni rabszolga-kereskedő hajók, melyek az afrikai Aranypartról és a Guineai-öbölből indultak,  először a Kis-Antillák délkeleti szigeteit érték el a Karib-térségbe, valamint Észak- és Közép-Amerikába tartó nyugat-északnyugati irányú útjukon.

## Földrajza
A Szélcsendes-szigetek szigetei több ország irányítása alatt állnak.
Egyes szigeteken aktív a vulkanizmus, a legismertebb kitörés Montserrat szigetén volt 1997-ben.

## Története
A szigetek első lakói a taíno indiánok és a karibok voltak, ez utóbbiakról kapta a Karib-térség a nevét. Ezen népcsoportok néhány leszármazottja még napjainkban is él a szigeteken.
A szigetek az első amerikai területek voltak, melyre a Spanyol Birodalom kiterjesztette hatalmát. Az európaiakkal való kapcsolat Kolumbusz Kristóf második útjával kezdődött; számos sziget neve ebből az időszakból ered. Például Montserrat a Santa Maria de Montserrate nevet kapta, a Katalóniában Montserrat hegyén található, a Szent Szűznek szentelt kolostorról.  

## A Szélcsendes-szigetek listája

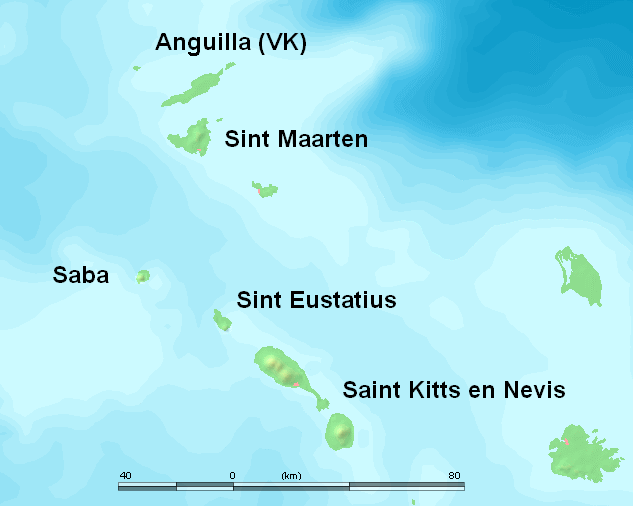
A Szélcsendes-szigetek egy része

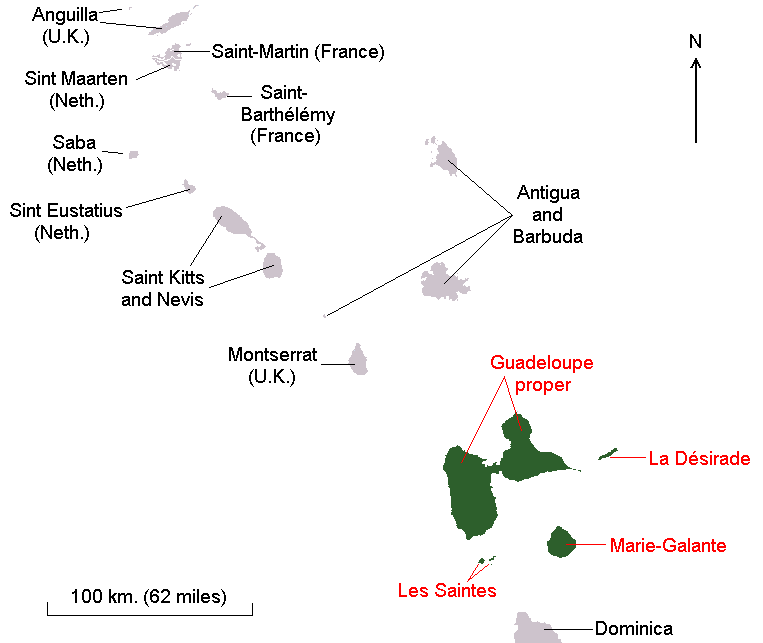
A legdélebbi Szélcsendes-szigetek

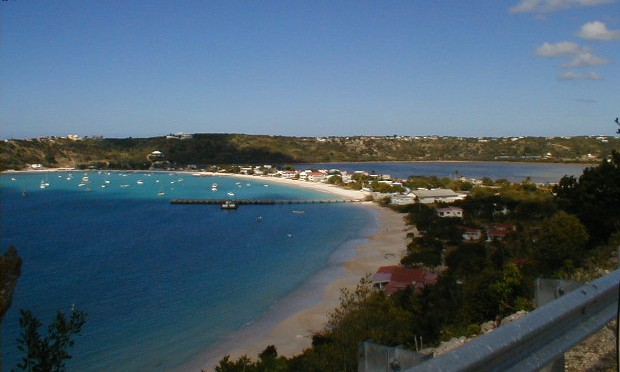
Anguilla

Északnyugat felől délkeletnek haladva:
- A Puerto Ricóhoz tartozó Vieques és Culebra
- Amerikai Virgin-szigetek: Saint Thomas, St. John, St. Croix, Water Island (Amerikai Egyesült Államok)
- Brit Virgin-szigetek: Jost Van Dyke, Tortola, Virgin Gorda, Anegada (Egyesült Királyság)
- Anguilla (Egyesült Királyság)
- Saint-Martin/Sint Maarten (Franciaország/Hollandia)
- Saint-Barthélemy (Franciaország)
- Saba (Hollandia)
- Sint Eustatius (Hollandia)
- Saint Kitts (Saint Kitts és Nevis)
- Nevis  (Saint Kitts és Nevis)
- Barbuda (Antigua és Barbuda)
- Antigua (Antigua és Barbuda)
- Redonda (lakatlan)
- Montserrat (Egyesült Királyság)
- Guadeloupe (Franciaország)
- la Désirade (Franciaország)
- Îles des Saintes (Franciaország)
- Marie-Galante (Franciaország)
- Dominika (időnként ezt a szigetet is ide sorolják)

Az egyszerűség kedvéért a távol fekvő aprócska Isla Aves is a csoporthoz tartozónak tekinthető.

## Fordítás
- Ez a szócikk részben vagy egészben  a   Leeward Islands című angol Wikipédia-szócikk ezen változatának fordításán alapul.  Az eredeti cikk szerkesztőit annak laptörténete sorolja fel. Ez a jelzés csupán a megfogalmazás eredetét és a szerzői jogokat jelzi, nem szolgál a cikkben szereplő információk forrásmegjelöléseként.